# Operazione Gold Ingot
Operazione Gold Ingot (En plein cirage) è un film del 1962 diretto da Georges Lautner.

## Distribuzione
Fu distribuito in Francia il 14 marzo 1962; in Italia nel 1965 col divieto ai minori di 14 anni.